# Андорра на літніх Олімпійських іграх 2000
Андорра брала участь у Літніх Олімпійських іграх 2000 року у Сіднеї, але не завоювала жодної медалі. Країну на іграх представляли 5 спортсменів у 3 видах спорту.

## Склад олімпійської збірної Андорри

### Легка атлетика
Чоловіки
| Спортсмен       | Змагання | Фінал   | Підсумкове місце |
| --------------- | -------- | ------- | ---------------- |
| Антоні Бернардо | Марафон  | 2:23:03 | 49               |

Жінки
| Спортсмен      | Змагання      | 1-й раунд | Півфінал | Фінал | Підсумкове місце |
| -------------- | ------------- | --------- | -------- | ----- | ---------------- |
| Сильвія Феліпо | Біг на 1500 м | 4:45.32   | -        | -     | -                |

### Плавання
спортсменів — 1
До цього раунду на кожній дистанції проходили найкращі спортсмени за часом, незалежно від місця зайнятого у своєму запливі.
Чоловіки
| Спортсмен    | Змагання            | Попередні запливи | Попередні запливи | Півфінали  | Півфінали  | Фінал      | Фінал      |
| Спортсмен    | Змагання            | Результат         | Місце             | Результат  | Місце      | Результат  | Місце      |
| ------------ | ------------------- | ----------------- | ----------------- | ---------- | ---------- | ---------- | ---------- |
| Сантьяго Деу | 200 м вільний стиль | 1:59,31           | 51                | Не пройшов | Не пройшов | Не пройшов | Не пройшов |

Women's 200 m Individual Medley
| Спортсмен         | Дисципліна          | Попередні запливи | Півфінал | Фінал | Підсумкове місце |
| ----------------- | ------------------- | ----------------- | -------- | ----- | ---------------- |
| Меріткселл Сабате | 200 м вільний стиль | 2:30.41           | -        | -     | 35-е місце       |

### Стрільба
Всього спортсменів — 1
Після кваліфікації найкращі спортсмени за очками проходили до фіналу, де продовжували з очками, набраними у кваліфікації. У деяких дисциплінах кваліфікація не проводилася. Там спортсмени виявляли найсильнішого в один раунд.
Чоловіки
| Спортсмен       | Змагання | Кваліфікація | Місце | Фінал      | Місце      | Усього | Місце |
| --------------- | -------- | ------------ | ----- | ---------- | ---------- | ------ | ----- |
| Йоан Томаш Рока | треп     | 101          | 39    | Не пройшов | Не пройшов | 101    | 39    |